# Peroz I

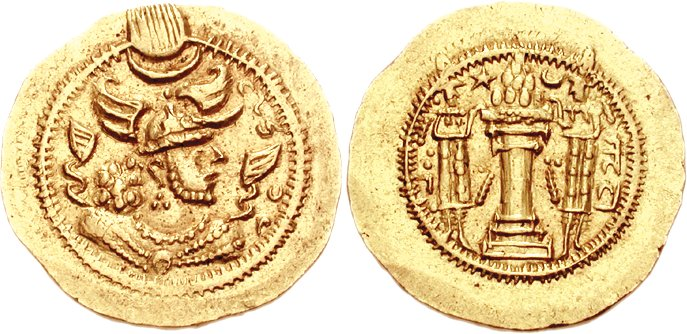
Peroz I

Peroz I là một vị vua của nhà Sassanid nước Ba Tư, trị vì từ năm 457 đến 484.
Peroz vốn là con trai trưởng của Yazdegerd II (438-457). Sau khi Yazdegerd II băng hà, người con thứ là Hormizd III (484) nối ngôi. Một cuộc chiến tranh giành ngai vàng đã nổ ra giữa các con của Yazdegerd và cuối cùng Peroz chiến thắng, Hormizd bị giết. Triều đại Peroz I ghi dấu ấn vài cuộc chiến tranh với người Hung Nô.
Năm 484, trong một trận đánh với quân Hung, Peroz I bị giết chết. Người kế vị là em trai, Balash (484-488).